# Potenze dell'Asse
      Alleati
      Alleati dopo l'attacco di Pearl Harbor
      Potenze dell'Asse
      Paesi neutrali

Alleati
Alleati dopo l'attacco di Pearl Harbor
Potenze dell'Asse
Paesi neutrali

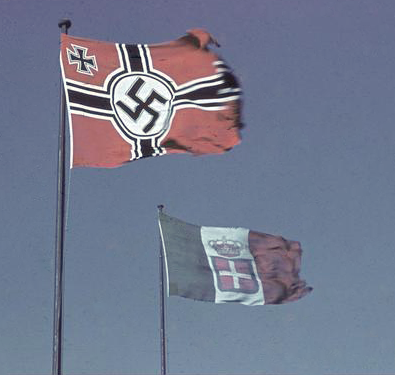
La bandiera da guerra tedesca e quella italiana sventolano insieme

L'espressione potenze dell'Asse, o semplicemente Asse, è usata per indicare l'insieme degli Stati che parteciparono alla seconda guerra mondiale in opposizione agli Alleati.
A dare popolarità al termine fu Benito Mussolini che, durante un discorso tenuto a Milano il 1º novembre 1936, definì «asse» l'intesa stipulata il precedente 24 ottobre tra la Germania e il Regno d'Italia, chiamata per questo motivo «Asse Roma-Berlino». Il successivo Patto d'Acciaio, stipulato dalle due potenze il 22 maggio 1939, rappresentò il primo nucleo dell'alleanza militare, poi estesa anche al Giappone con il Patto tripartito del 27 settembre 1940 (detto anche «Asse Roma-Berlino-Tokyo»).
Successivamente anche altri Stati entrarono a far parte della coalizione aderendo al Patto Tripartito. L'Asse, formato soprattutto dalle nazioni insoddisfatte dell'assetto geopolitico venutosi a creare in seguito alla prima guerra mondiale, era cementato dalle affinità ideologiche dei regimi autoritari che le governavano, e mirava a costituire un «Nuovo Ordine» che avrebbe visto la supremazia della Germania nell'Europa continentale, dell'Italia nel Mediterraneo, e del Giappone nell'Estremo Oriente. Sul piano politico mirava a contrastare il capitalismo delle democrazie occidentali (Regno Unito, Francia e Stati Uniti) e il bolscevismo dell'Unione Sovietica.
Con la Repubblica Sociale Italiana che dal settembre 1943 prese il posto del Regno d'Italia, l’Asse finì definitivamente con la sconfitta del maggio 1945.

## Storia
Le cause della formazione dell'Asse risiedono nel malcontento di diverse nazioni verso il trattato di Versailles, che nel 1919 concluse la prima guerra mondiale, inaugurando un turbolento ventennio di pace. La Germania, uscita sconfitta dal conflitto, era la principale potenza scontenta del trattato, dalle cui clausole era fortemente penalizzata. Tuttavia, la sua ammissione presso la Società delle Nazioni, avvenuta nel 1926 dopo l'entrata in vigore del patto di Locarno, diede inizio a un periodo di collaborazione con i vincitori, lasciando intravedere il consolidamento dell'equilibrio di Versailles. Questo processo di pacificazione fu bruscamente interrotto nel 1933 con l'avvento al potere del Partito Nazionalsocialista di Adolf Hitler, che aveva costruito il suo successo politico sullo spirito di rivalsa di larga parte del popolo tedesco, da lui alimentato attraverso una violenta campagna contro i cosiddetti "criminali di novembre" (ossia le autorità che nel 1918 avevano trattato la resa dell'Impero tedesco) e le gravose condizioni di pace imposte dalle potenze vincitrici.

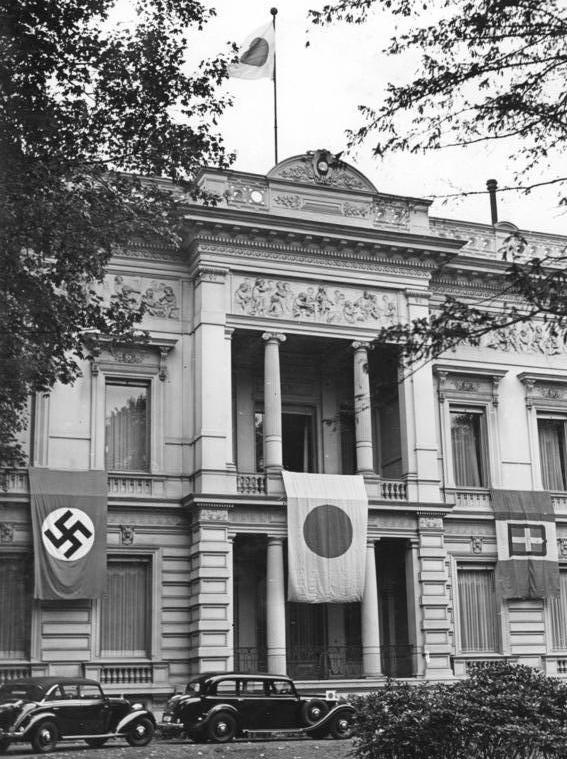
Le bandiere di Germania, Giappone e Italia sulla facciata dell'ambasciata nipponica a Berlino, nel settembre 1940

Sostenendo di dover difendere l'integrità territoriale della Germania dalle aggressioni degli Stati confinanti, Hitler diede inizio a una politica di riarmo in aperta violazione dei trattati. Tra le nazioni scontente dell'equilibrio realizzato a Versailles c'era anche il Giappone, che non aveva ottenuto dalla vittoria i vantaggi sperati e a cui fu negato il riconoscimento di una posizione di parità con le potenze occidentali. Il malcontento nipponico aumentò quando il trattato navale di Washington del 1922 relegò la potenza asiatica in uno stato di subalternità rispetto a Stati Uniti e Regno Unito, limitando il tonnellaggio della Marina imperiale giapponese a un rapporto di tre quinti rispetto a quello concesso alla United States Navy e alla Royal Navy.
Mosso da ambizioni egemoniche verso l'Asia orientale, il governo di Tokyo intraprese una politica espansionistica ai danni della Cina, a cui negli anni 1931-1932 riuscì a sottrarre la regione della Manciuria, istituendovi un proprio Stato fantoccio: il Manciukuò. La Società delle Nazioni, chiamata a intervenire dal governo cinese, emanò una risoluzione di condanna contro il Giappone, che reagì abbandonando l'organismo nel marzo 1933. La Germania nazista seguì l'esempio nipponico il 14 ottobre dello stesso anno, in seguito al fallimento della conferenza di Ginevra sul disarmo.
Negli anni successivi anche l'Italia fascista, che considerava la propria una "vittoria mutilata" dal parziale inadempimento del patto di Londra da parte delle altre potenze vincitrici, assunse un atteggiamento "revisionista" verso il trattato di Versailles. Benito Mussolini, in un primo momento ostile ai piani di Hitler, tanto da animare il fronte di Stresa (1935) per impedire l'annessione della Repubblica austriaca al Reich, si spostò su posizioni filo-tedesche in seguito alla guerra d'Etiopia (1935-1936). L'invasione dell'unico Stato africano indipendente, da tempo oggetto delle mire colonialiste italiane, fu condannata dalla Società delle Nazioni, che approvò un pacchetto di sanzioni economiche contro l'Italia, provocandone l'isolamento internazionale.
Rotti i rapporti con Francia e Regno Unito, che fino a quel momento avevano visto in lui un argine contro l'espansionismo tedesco, Mussolini fu gradualmente attratto nell'orbita della Germania di Hitler, rinunciando a difendere l'indipendenza dell'Austria e partecipando al fianco dei tedeschi alla guerra civile spagnola (1936-1939), con l'invio di ingenti aiuti militari agli insorti nazionalisti del generale Francisco Franco. Il 24 ottobre 1936 la Germania riconobbe la sovranità italiana sull'Etiopia e, il giorno successivo, il ministro degli Esteri italiano Galeazzo Ciano e il suo omologo tedesco Konstantin von Neurath siglarono i protocolli di Berlino (detti anche "protocolli d'ottobre"), un trattato d'amicizia che Mussolini annunciò il successivo 1º novembre in piazza del Duomo a Milano:

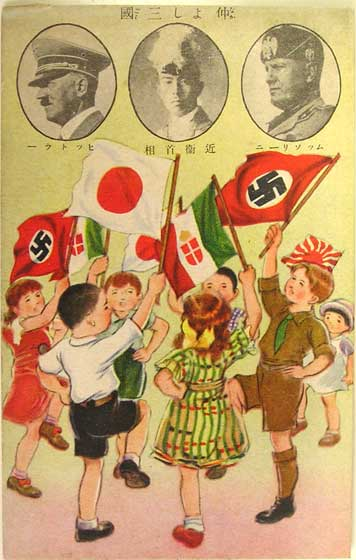
«Buoni amici in tre paesi» (1940): cartolina di propaganda giapponese per celebrare il patto tripartito il 27 settembre 1940. In alto, Hitler, Konoe e Mussolini sono ritratti ciascuno in un medaglione.

Poco tempo dopo, grazie agli uffici dei diplomatici Joachim von Ribbentrop e Hiroshi Ōshima, il 25 novembre 1936 la Germania e il Giappone intensificarono i loro rapporti, stipulando il patto anticomintern in funzione anticomunista. Nel maggio 1937, dopo un colloquio con Hitler avvenuto durante il tradizionale raduno di Norimberga del Partito Nazionalsocialista, il principe Yasuhito Chichibu, fratello dell'imperatore Hirohito, si convinse della necessità di un'alleanza militare tra le due potenze e inviò diverse lettere in patria per sollecitarne la creazione. Durante l'autunno seguente, si rafforzò anche l'intesa italo-tedesca: il 28 settembre Mussolini tenne un discorso a Berlino in cui evidenziò le caratteristiche comuni di fascismo e nazionalsocialismo e parlò di «riaffermazione solenne dell'esistenza e della solidità dell'Asse Roma-Berlino»; quindi, il 6 novembre anche l'Italia aderì al Patto anticomintern.
Dopo il benestare di Mussolini all'Anschluss (marzo 1938) e il ruolo da lui svolto in occasione della conferenza di Monaco (settembre 1938), dove in veste di mediatore riuscì a fare in modo che Regno Unito e Francia accettassero l'occupazione tedesca della Cecoslovacchia, l'amicizia tra Italia e Germania si consolidò fino alla sua evoluzione in una vera e propria alleanza militare con il Patto d'Acciaio, concluso a Berlino il 22 maggio 1939 dai ministri degli Esteri Galeazzo Ciano e Joachim von Ribbentrop. Circa quattro mesi dopo, con l'invasione tedesca della Polonia, ebbe inizio la seconda guerra mondiale, ma l'Italia, militarmente impreparata, rimase neutrale fino al 10 giugno 1940.
Il Giappone invece, impegnato già dal 1937 nella guerra contro la Cina, riconosciuti i preminenti interessi tedeschi e italiani in Europa e ricevuto analogo riconoscimento per l'Asia, entrò nella coalizione stipulando il Patto Tripartito, firmato anche questo nella capitale tedesca il 27 settembre 1940. Ovviamente, tutti gli Stati fantoccio manovrati dall'impero nipponico seguiranno il suo esempio e si uniranno al patto.
Nel corso del conflitto entrarono a far parte dell'Asse anche altre nazioni: Ungheria (20 novembre 1940), Romania (23 novembre 1940), Slovacchia (24 novembre 1940) e Bulgaria (1º marzo 1941). La Jugoslavia si unisce il 25 marzo 1941, ma un colpo di Stato supportato dai britannici due giorni dopo mette in dubbio la partecipazione della Jugoslavia. Anche se re Pietro II di Jugoslavia conferma la sua adesione al trattato, la Jugoslavia viene occupata dalle truppe tedesche, italiane e ungheresi nell'aprile 1941.
Quando il Regno d'Italia, l'8 settembre 1943, si schiera al fianco degli Alleati, esce dall'Asse e il 13 ottobre 1943 dichiara guerra alla Germania; al suo posto la Repubblica Sociale Italiana, dopo la sua istituzione, avvenuta il 23 settembre 1943, si schiera al fianco dei tedeschi.
Anche se nell'uso comune gli Alleati indicavano la Finlandia come uno Stato dell'Asse, essa non ne fece mai direttamente parte: la sua relazione con la Germania, durante la guerra di continuazione (1941-1944), era di «cobelligeranza».
Con la resa delle forze armate della RSI il 29 aprile 1945 e la capitolazione di Berlino nel maggio, la guerra proseguì col solo Giappone fino al settembre successivo.

## Potenze dell'Asse e alleate

### Grandi potenze
- Germania: firmataria del patto anticomintern il 25 novembre 1936, del patto d'Acciaio il 22 maggio 1939 e del patto tripartito il 27 settembre 1940; entrò in guerra il 1º settembre 1939 con l'attacco alla Polonia, rimanendo nel conflitto fino alla sua resa l’8 maggio 1945.
- Italia: firmataria del patto d'Acciaio il 22 maggio 1939, del patto anticomintern il 6 novembre 1937 e del patto tripartito il 27 settembre 1940; entrò in guerra il 10 giugno 1940, rimanendo nell'Asse fino alla sua resa agli Alleati il 3 settembre 1943 (armistizio di Cassibile, reso noto l'8 settembre), per poi dichiarare guerra alla Germania il 13 ottobre 1943 e al Giappone il 14 luglio 1945.
- Giappone: firmatario del patto anticomintern il 25 novembre 1936 e del patto tripartito il 27 settembre 1940; entrò in guerra il 7 dicembre 1941, rimanendo nel conflitto fino alla sua resa il 2 settembre 1945.

### Potenze secondarie
- Ungheria: firmatario del patto tripartito il 20 novembre 1940, aderì al patto anticomintern il 25 novembre 1941; dopo aver partecipato all'invasione della Jugoslavia nell'aprile del 1941, dichiarò guerra all'Unione Sovietica il 27 giugno seguente e agli Stati Uniti il 13 dicembre successivo; occupata dai tedeschi nell'ottobre del 1944 per prevenirne la defezione, rimase formalmente nel conflitto fino alla resa della Germania l'8 maggio 1945.
- Romania: firmatario del patto tripartito il 23 novembre 1940, aderì al patto anticomintern il 25 novembre 1941; dichiarò guerra all'Unione Sovietica il 22 giugno 1941 e a Stati Uniti e Regno Unito il 12 dicembre seguente; invaso dai sovietici nell'agosto del 1944, dopo un colpo di Stato che depose il dittatore Ion Antonescu il paese sottoscrisse un armistizio con gli Alleati il 12 settembre e dichiarò guerra a Germania e Ungheria il 25 settembre.
- Bulgaria: firmatario del patto tripartito il 1º marzo 1941, aderì al patto anticomintern il 25 novembre 1941; entrò nel conflitto nell'aprile del 1941 quando partecipò alla spartizione della Jugoslavia, dichiarando poi guerra a Stati Uniti e Regno Unito il 12 dicembre seguente ma non all'Unione Sovietica; invaso dai sovietici ai primi di settembre del 1944, dopo un colpo di Stato che abbatté il precedente governo il paese cambiò schieramento e dichiarò guerra alla Germania l'8 settembre 1944.

### Stati cobelligeranti
- Finlandia: dopo aver patito l'attacco sovietico della guerra d'inverno, lo Stato scandinavo dichiarò guerra all'Unione Sovietica il 25 giugno 1941, aderì al patto anticomintern il 25 novembre 1941 ma non al patto tripartito, conducendo di fatto contro i sovietici una guerra autonoma e parallela a quella dell'Asse (guerra di continuazione); invasa dai sovietici nel giugno-agosto del 1944, sottoscrisse un armistizio con l'URSS il 19 settembre (armistizio di Mosca), scontrandosi poi con le forze tedesche rimaste nel paese (guerra di Lapponia).
- Thailandia: dopo essere stato invaso ai primi di dicembre del 1941, il paese sottoscrisse un'alleanza con il Giappone il 21 dicembre seguente e dichiarò guerra al Regno Unito e Stati Uniti il 25 gennaio 1942, partecipando poi in misura limitata alla conquista giapponese della Birmania; il paese rimase formalmente nel conflitto fino alla resa del Giappone il 2 settembre 1945.
- Iraq: un colpo di Stato condotto tra il 1º e il 2 aprile 1941 pose alla guida del paese un regime pro-Asse capitanato da Rashid Ali al-Kaylani, fatto che provocò l'invasione da parte del Regno Unito il 2 maggio seguente; nonostante l'arrivo di unità aeree tedesche e italiane in rinforzo, gli iracheni furono rapidamente sconfitti e Rashid Ali deposto il 31 maggio 1941; il paese rimase poi assoggettato al Regno Unito fino alla fine delle ostilità.

### Stati satellite della Germania
- Slovacchia: creata dalla Germania dopo il dissolvimento della Cecoslovacchia, rimase strettamente legata all'orbita tedesca firmando un trattato di protezione il 23 marzo 1939; il governo slovacco siglò poi il patto tripartito il 24 novembre 1940 e aderì al patto anticomintern il 25 novembre 1941. Truppe slovacche parteciparono alla campagna di Polonia nel 1939 e all'invasione dell'Unione Sovietica nel 1941, e il paese dichiarò guerra a Regno Unito e Stati Uniti nel 1942; con l'avvicinarsi delle forze sovietiche, sul finire dell'agosto del 1944 parte delle forze armate slovacche insorsero contro il regime collaborazionista al potere, ma furono rapidamente sconfitte dai tedeschi e la nazione rimase sotto occupazione militare fino alla conclusione delle ostilità; la repubblica slovacca fu dissolta alla fine della guerra e riassorbita nella ricostituita Cecoslovacchia.
- Serbia: governo civile collaborazionista sotto il generale Milan Nedić (dopo una prima esperienza sotto Milan Aćimović tra l'aprile e l'agosto 1941) istituito dalla Germania nel settembre del 1941 sui territori della Serbia occupata, godette sempre di scarsissima autonomia, con il potere vero concentrato nelle mani di una amministrazione militare tedesca (territorio del comandante militare in Serbia); l'entità si dissolse nell'ottobre del 1944 con la ritirata dalla Serbia dei reparti tedeschi.
- Repubblica di Lokot: amministrazione collaborazionista istituita dalla Germania nel novembre del 1941 su alcuni territori della Russia occidentale (zone degli attuali oblast' di Orël e oblast' di Brjansk), era retta da un governo anti-comunista e disponeva di proprie forze armate (Russkaja osvoboditel'naja armija), anche se di fatto non era più di uno stato fantoccio controllato dalla Germania e dotato di scarsa autonomia; la repubblica si dissolse nell'agosto del 1943 con la riconquista dei suoi territori da parte dell'Unione Sovietica.
- Consiglio Centrale Bielorusso: entità collaborazionista istituita dalla Germania nel marzo del 1943 sui territori della Bielorussia occupati, godette di scarsa autonomia ed era di fatto assoggettato al controllo dell'amministrazione tedesca locale (Reichskommissariat Ostland); si dissolse nel luglio del 1944 con la riconquista dei suoi territori da parte dell'Unione Sovietica.
- Regno d'Albania: governo collaborazionista dei tedeschi istituito in Albania il 14 settembre 1943 dopo l'occupazione del paese, proclamò la sua indipendenza il 13 luglio 1944 sotto l'egida della Germania, benché si dichiarasse formalmente neutrale; si dissolse nel novembre del 1944 con la ritirata delle forze tedesche e la presa del potere da parte dei locali movimenti partigiani comunisti.
- Repubblica Sociale Italiana: dopo l'invasione tedesca dell'Italia e la liberazione di Mussolini dalla sua prigionia, lo stato fu proclamato il 23 settembre 1943 nei territori dell'Italia centrale e settentrionale, anche se di fatto fu sempre fortemente soggetto alla Germania; la RSI si dissolse all'indomani della resa tedesca in Italia il 2 maggio 1945.
- Comitato Nazionale Ucraino: costituito in Germania nel marzo del 1945 come "governo in esilio dell'Ucraina", era l'entità politica che controllava l'"Esercito nazionale ucraino" (Ukraïns'ka Nacional'na Armija), formazione che riuniva le unità ucraine collaborazioniste fuggite dopo la riconquista sovietica dell'Ucraina; l'entità si dissolse alla fine della guerra.

### Stati satellite dell'Italia
- Regno d'Albania: in unione personale con il Regno d'Italia dall'aprile del 1939, dopo l'invasione italiana; l'unione si dissolse nel settembre del 1943 con l'uscita dell'Italia dal conflitto e l'occupazione del paese da parte dei tedeschi.
- Montenegro: stato fantoccio istituito dall'Italia il 12 luglio 1941 sui territori del Montenegro occupati durante la campagna di Jugoslavia; cessò di esistere nel settembre del 1943 con l'uscita dell'Italia dal conflitto e l'occupazione del paese da parte dei tedeschi.

### Stati satellite di Italia e Germania
- Croazia: proclamatosi indipendente il 10 aprile 1941 dopo l'invasione della Jugoslavia da parte delle forze dell'Asse, fu retto dal regime fascista degli ustascia di Ante Pavelić anche se di fatto gravitava nell'orbita dell'Italia e soprattutto della Germania; il governo croato siglò il patto tripartito il 15 giugno 1941 e aderì al patto anticomintern il 25 novembre seguente, inviando alcune unità sul fronte orientale ma partecipando principalmente alla repressione dei movimenti partigiani nella ex Jugoslavia; lo stato si dissolse alla fine della guerra venendo riassorbito nella Jugoslavia.
- Grecia: governo collaborazionista formato da Georgios Tsolakoglu dopo l'occupazione della Grecia da parte delle potenze dell'Asse nel maggio del 1941, era soggetto tanto all'Italia quanto alla Germania e godeva di scarsa autonomia; cessò di esistere nell'ottobre del 1944 con la ritirata delle forze tedesche dalla regione.

### Stati satellite del Giappone
- Manciukuò: proclamato il 18 febbraio 1932 sui territori della Manciuria strappati dal Giappone alla Cina, era di fatto un fantoccio del governo nipponico e godeva di scarsa autonomia; aderì al patto anticomintern il 25 novembre 1941 e cessò di esistere nell'agosto del 1945, venendo riassorbito nella Cina.
- Mengjiang: proclamato il 12 maggio 1936 nelle regioni della Mongolia Interna strappate dal Giappone alla Cina, era di fatto un fantoccio del governo nipponico; si dissolse al termine della guerra nel settembre del 1945, venendo riassorbito nella Cina.
- Repubblica di Nanchino: governo collaborazionista istituito il 29 marzo 1940 dal Giappone nelle regioni occupate della Cina, godette di pochissima autonomia e il suo ruolo principale fu quello di fungere da intermediario tra i militari giapponesi e i civili dei territori occupati; aderì al patto anticomintern il 25 novembre 1941 e si dissolse al termine della guerra nel settembre del 1945, venendo riassorbito nella Cina.
- Stato di Birmania: governo nazionalista istituito il 1º agosto 1943 dal Giappone sui territori della Birmania strappati al Regno Unito, era strettamente controllato dai giapponesi; cessò di esistere nel marzo del 1945, quando la regione fu riconquistata dai britannici.
- Filippine: governo collaborazionista istituito il 14 ottobre 1943 sul territorio delle Filippine occupato dal Giappone, non era più di uno stato fantoccio controllato dai giapponesi; si dissolse nell'agosto del 1945 con la riconquista dell'arcipelago da parte delle forze statunitensi.
- Governo dell'India Libera: governo nazionalista istituito sotto l'egida dei giapponesi il 21 ottobre 1943 da Subhas Chandra Bose, si proponeva come legittimo governo dell'India britannica in opposizione al dominio coloniale del Regno Unito, pur arrivando a controllare direttamente solo pochi territori (gli arcipelaghi delle isole Andamane e Nicobare e alcune zone di confine tra India e Birmania), istituì proprie forze armate (Azad Hind Fauj) che combatterono con i giapponesi durante la campagna di Birmania; si dissolse nell'agosto del 1945 a guerra ormai finita.
- Regno di Cambogia: governo fantoccio istituito dal Giappone il 9 marzo 1945 sui territori dell'odierna Cambogia, strappati alla potenza coloniale della Francia, ebbe vita brevissima e si dissolse al termine della guerra nell'agosto seguente.
- Impero del Vietnam: governo fantoccio istituito dal Giappone l'11 marzo 1945 sui territori dell'odierno Vietnam, strappati alla potenza coloniale della Francia, ebbe vita brevissima e si dissolse al termine della guerra nell'agosto seguente.
- Regno del Laos: governo fantoccio istituito dal Giappone nel marzo del 1945 sui territori dell'odierno Laos, strappati alla potenza coloniale della Francia, ebbe vita brevissima e si dissolse al termine della guerra nell'agosto seguente.

## Stati simpatizzanti
- Spagna: retta dal 1939 dal governo autoritario di Francisco Franco, già supportato dall'Asse durante la guerra civile, inviò un contingente di volontari (Divisione Blu) a combattere con le forze tedesche sul fronte orientale. Inizialmente neutrale, nel giugno 1940 divenne "non belligerante" e mantenne un atteggiamento di sostegno agli sforzi bellici italo-tedeschi, fino a tornare neutrale nell'ottobre 1943 (vedi Spagna nella seconda guerra mondiale).
- Francia di Vichy: governo autoritario in carica dal 10 luglio 1940 al 20 agosto 1944 insediatosi dopo la resa della Francia alla Germania, ufficialmente neutrale ma collaborò strettamente con la Germania; parte del paese venne poi occupato dai tedeschi e dagli italiani l'11 novembre 1942.
- San Marino: retto da un governo fascista in stretti legami con l'Italia, rimase tuttavia neutrale per gran parte del conflitto; occupato dai tedeschi, fu poi liberato dalle forze alleate nel settembre del 1944.

## Nazioni occupate
- Albania
- Belgio
- Cecoslovacchia
- Danimarca
- Francia
- Grecia
- Jugoslavia
- Lussemburgo
- Norvegia
- Paesi Bassi
- Polonia